# Marco Reich
Marco Reich (ur. 30 grudnia 1977 w Meisenheim) – były niemiecki piłkarz, który występował na pozycji pomocnika.

## Kariera klubowa
Reich jako junior grał w klubach Viktoria Merxheim, SG Meisenheim/Odenbach oraz 1. FC Kaiserslautern, do którego trafił w 1992 roku. W 1996 roku po spadku Kaiserslautern do drugiej ligi, został przesunięty do pierwszej drużyny ekipy z Fritz Walter Stadion. W jej barwach Reich zadebiutował w przegranym przez jego zespół 0:4 meczu z Crveną Zvezdą Belgrad, rozegranym w ramach rozgrywek Pucharu Zdobywców Pucharów. 6 października 1996 strzelił pierwszego gola w ligowej karierze. Było to w pojedynku z FC Gütersloh, wygranym przez Kaiserslautern 2:0. W debiutanckim sezonie 1996/1997 rozegrał łącznie piętnaście spotkań i zdobył jedną bramkę. Natomiast w lidze zajął z klubem pierwsze miejsce i awansował z nim do ekstraklasy. W Bundeslidze zadebiutował 2 sierpnia 1997 w wygranym 0:1 spotkaniu wyjazdowym z Bayernem Monachium. Tam od początku sezonu stał podstawowym graczem jedenastki z Kaiserslautern. Na zakończenie rozgrywek ligowych 1. FC Kaiserslautern jako pierwszy klub w historii, będąc beniaminkiem Bundesligi, wywalczył mistrzostwo Niemiec. W następnym sezonie występował w Lidze Mistrzów, gdzie dotarł do ćwierćfinału. Łącznie w pierwszej drużynie Kaiserslautern Reich spędził pięć sezonów. W tym czasie wystąpił tam w 138 meczach i zdobył 12 bramek.
W 2001 roku odszedł do innego pierwszoligowca - 1. FC Köln. Pierwszy występ zanotował tam 28 lipca 2001 w bezbramkowo zremisowanym ligowym pojedynku z VfB Stuttgart. W nowym klubie Reich pełnił głównie rolę rezerwowego. Przez cały sezon zagrał tam 24 razy, a jego zespół uplasował się na siedemnastej pozycji w lidze i spadł do drugiej ligi. Wówczas postanowił odejść do Werderu Brema. Tam podobnie jak w 1. FC Köln był rezerwowym. Przez półtora roku rozegrał siedemnaście spotkań.
W 2004 roku przeniósł się do Anglii, gdzie podpisał kontrakt z Derby County, grającego w Football League Championship. Zadebiutował tam 17 stycznia 2004 w wygranym przez jego zespół 2-1 ligowym meczu z Gillingham. W Derby County regularnie grywał w pierwszym zespole. W 2005 roku przeszedł do innego drugoligowca - Crystal Palace. Nie zdołał wywalczyć tam sobie miejsca w wyjściowej jedenastce. W styczniu 2007, po trzech latach pobytu w Anglii, zdecydował się na powrót do ojczyzny. Został tam zawodnikiem drugoligowego Kickers Offenbach. Był tam głównie rezerwowym, a w 2008 roku po spadku jego klubu do trzeciej ligi, przeszedł do angielskiego trzecioligowca - Walsall. Grał tam przez pół roku, a potem odszedł z klubu.
W maju 2009 roku przebywał na testach w Jagiellonii Białystok i wkrótce podpisał kontrakt na dwa lata. W żółto-czerwonych barwach zadebiutował 1 sierpnia 2009 roku w meczu z Odrą Wodzisław (2-1). Łącznie w rundzie jesiennej rozegrał 15 spotkań ligowych, w których zdobył dwie bramki, oraz wystąpił w meczu Pucharu Polski z GKS-em Tychy. Po zakończeniu rundy otrzymał warunki nowego kontraktu, których nie zaakceptował. W styczniu 2010 roku rozwiązał swoją umowę z białostockim klubem za porozumieniem stron. U podstaw tej decyzji legły większe oczekiwania finansowe zawodnika od tych, które chciała mu zaoferować Jagiellonia.
W połowie stycznia przeszedł do trzecioligowej austriackiej drużyny WAC/St. Andrä. W sezonie 2011/12 grał w, występującej na tym samym poziomie rozgrywkowym co jego poprzedni klub, Austrii Klagenfurt. W sezonie 2012/13 grał w austriackiej Fußball-Regionalliga w klubie Villacher SV, w którym to zakończył swoją piłkarską karierę.
Obecnie Marco Reich pracuje w domu spokojnej starości. Pracę tą zaproponował mu jego teść. Opiekuje się starszymi ludźmi, wyprowadza ich na spacer, gra z nimi w chińczyka i warcaby. Oprócz tego uczęszcza na kursy, żeby zajmować się rehabilitacją i księgowością.

## Kariera reprezentacyjna
Reich rozegrał jedno spotkanie w reprezentacji Niemiec. Było to 9 lutego 1999 roku w towarzyskim meczu z Kolumbią, zremisowanym 3-3. Na boisku przebywał wówczas do 79. minuty meczu, a później został zmieniony przez Larsa Rickena.

## Sukcesy

### FC Kaiserslautern
- Puchar Niemiec (1): 1996
- Mistrzostwo Niemiec (1): 1998

### Werder Brema
- Mistrzostwo Niemiec (1): 2004

### Jagiellonia Białystok
- Puchar Polski (1): 2009/2010